# Никита (Ананьєв)
Митрополит Ники́та (світське ім'я Оле́г Володи́мирович Ана́ньєв (рос. Олег Владимирович Ананьев); (14 листопада 1969 , Дєдцево, Калузька область )) — архієрей Російської православної церкви, митрополит Красноярський та Ачинський.

## Біографія
Народився 14 листопада 1969 року в селі Дєдцево Малоярославецького району Калузької області в родині робітників.
У 1985 році закінчив школу № 2 міста Обнінська Калузької області. У 1985–1989 роках навчався на агрономічному відділенні Детчинського сільськогосподарського технікуму (село Детчине Малоярославецького району).
У серпні 1989 року був прийнятий до другого класу Московської духовної семінарії.
6 квітня 1992 року в Троїце-Сергієвій Лаврі прийняв чернечий постриг з іменем Никита на честь преподобного Никити Мидікійського.
20 травня 1992 року архієпископом Дмитрівським Александром рукопокладений в ієродиякона.
У 1992 році після закінчення Московської духовної семінарії зарахований на перший курс Московської духовної академії.
19 серпня 1992 року єпископом Дмитрівським Філаретом рукопокладений у ієромонаха, служив при Московській духовній академії.
У 1996 році закінчив Московську духовну академію. Захистив дипломну роботу на тему: «Матеріали до патерика калузьких святих і подвижників благочестя».
30 червня 1996 року призначений на посаду інспектора Калузького духовного училища і зарахований до штату Свято-Георгіївського кафедрального собору міста Калуги. З жовтня 1996 року — інспектор Калузької духовної семінарії.
18 січня 1998 року зведений у сан ігумена.
У липні 1998 року призначений проректором з виховної роботи Калузької духовної семінарії.
2 лютого 2002 року звільнений з посади штатного священника Свято-Георгіївського собору та зарахований до штату Свято-Троїцького кафедрального собору міста Калуги.
З жовтня 2002 по лютий 2005 року, виконуючи обов'язки настоятеля храму Різдва Христового в Обнінську, був благочинним другого округу Калузької єпархії, до якого входили храми міста Обнінська.
До свята Пасхи 2004 року зведений у сан архімандрита.
Протягом багатьох років як член оргкомітетів брав участь у проведенні Різдвяно-Богородичних читань, що щорічно проходять у Калузькій єпархії, міжнародного кінофестивалю «Зустріч», всеросійської шкільної конференції «Мій рід — мій народ», конференції «Оптинський форум». Очолював комісію Калузької єпархії з питань рукопокладення кандидатів у священний сан. Викладав у Калузькій духовній семінарії Літургіку та Пастирську естетику.

### Архієрейство
Рішенням Священного Синоду від 16 березня 2012 року обраний єпископом Людиновським, вікарієм Калузької єпархії.
23 квітня в храмі Всіх Святих, що в землі Російській просіяли (патріаршій і синодальній резиденції в Свято-Даниловому монастирі), наречено у єпископа Людиновського, вікарія Калузької єпархії.
27 травня в храмі Воскресіння Словущого на Успенському Вражку в Москві була звершена хіротонія архімандрита Никити в єпископа Людиновського, вікарія Калузької єпархії.
Хіротонію звершили патріарх Московський і всієї Русі Кирило, митрополит Крутицький і Коломенський Ювеналій (Поярков), митрополит Калузький і Боровський Климент (Капалін), архієпископ Істринський Арсеній (Єпифанов), єпископ Солнєчногорський Сергій (Чашин).
З 11 по 25 червня 2012 року в Загальноцерковній аспірантурі та докторантурі проходив курси підвищення кваліфікації для новопоставлених архієреїв.
2 жовтня 2013 року рішенням Священного Синоду (журнал № 109) була утворена Козельська єпархія шляхом виділення її зі складу Калузької і Боровської єпархії. Єпископом Козельським і Людиновським призначено преосвященного єпископа Людиновського Никиту (Ананьєва), вікарія Калузької єпархії.
11 березня 2020 року Священний Синод затвердив єпископа Козельського і Людиновського Никиту священноархімандритом монастиря Спаса Нерукотворного Пустинь у селі Кликово.
20 березня 2025 року рішенням Священного Синоду переведений на Красноярську й Ачинську кафедру.
13 квітня 2025 року під час літургії в храмі Христа Спасителя в Москві патріархом Кирилом зведений у сан митрополита.

## Нагороди
- Орден преподобного Сергія Радонезького III ступеня (1999)
- Орден святителя Інокентія, митрополита Московського та Коломенського III ступеня (2002)
- Медаль «65 років Калузької області» (2009)